# Парламентские выборы в Италии (1919)
Очередные всеобщие парламентские выборы в Италии из-за Первой мировой войны состоялись только через шесть лет. Они прошли 16 ноября 1919 года. На них были выбраны 508 членов Палаты депутатов Королевства Италия.
Доля активных избирателей по сравнению с предыдущими выборами вновь снизилась. В голосовании приняли участие 5 793 492 человек из 10 239 326 имевших право голоса (население Италии на тот момент превышало 37 млн), таким образом явка составила 56,58 %. Система с использованием одномандатных округов с двухтуровым голосованием и победой большинством голосов была упразднена и заменена пропорциональным представительством, при котором страна была разделена на 58 избирательных округов в которых избирались от 5 до 20 депутатов.

## Ход выборов и их итоги
Неудачи Италии в ходе боевых действий против Австро-Венгрии, вызванные неготовностью итальянской армии, и недовольство итогами войны привели к резкому снижению доверия избирателей к политическому истеблишменту. Правящая праволиберальная коалиция, объединившая партии «Левая» и «Правая», в течение многих лет доминировавших в политической жизни страны, не только потеряла большинство в Палате депутатов, но стала всего лишь пятой партией парламента по количеству мандатов. Ведущими партиями Италии стали Социалистическая, Народная (предшественник Христианско-демократической) и Радикальная (участвовала в выборах в составе коалиции либеральных и демократических партий «Либералы-Демократы-Радикалы») партии.
Социалисты получили большинство голосов почти в каждом регионе Северной и Центральной Италии, наибольшего успеха они добились в Эмилии-Романьи (60,0 %), Пьемонте (49,7 %), Умбрии (46,5 %), Ломбардии (45,9 %) и Тоскане (41,7 %). Народная партия больше всего голосов набрала в Венеции (42,6 %) и заняла второе место в Ломбардии (30,1 %). Радикалы оказались сильнее других в Южной Италии, получив более 50 % голосов в Абруццо, Кампании, Базиликате, Апулии, Калабрии и Сицилии.

## Результаты выборов
| Партия                                              | Оригинальное название                        | Голоса     | %     | Места | Изменения |
| --------------------------------------------------- | -------------------------------------------- | ---------- | ----- | ----- | --------- |
| Итальянская социалистическая партия                 | итал. Partito Socialista Italiano            | 1 834 792  | 32,15 | 156   | ▲104      |
| Итальянская народная партия                         | итал. Partito Popolare Italiano              | 1 167 354  | 20,45 | 100   | новая     |
| «Либералы, демократы и радикалы»                    | итал. Liberali, Democratici e Radicali       | 904 195    | 15,84 | 96    | —         |
| Итальянская социалистическая демократическая партия | итал. Partito Democratico Sociale Italiano   | 622 310    | 10,90 | 60    | ▲31       |
| Коалиция «Либералы»                                 | итал. Liberali                               | 490 384    | 8,59  | 41    | ▼229      |
| Партия комбатантов                                  | итал. Partito dei Combattenti                | 232 923    | 4,08  | 20    | новая     |
| Итальянская радикальная партия                      | итал. Partito Radicale Italiano)             | 110 697    | 1,94  | 12    | —         |
| Экономическая партия                                | итал. Partito Economico                      | 87 450     | 1,53  | 7     | новая     |
| Итальянская социалистическая реформистская партия   | итал. Partito Socialista Riformista Italiano | 82 157     | 1,44  | 6     | ▼13       |
| Итальянская республиканская партия                  | итал. Partito Repubblicano Italiano          | 53 197     | 0,93  | 9     | ▲1        |
| Партия независимых социалистов                      | итал. Partito Socialista Indipendente        | 33 938     | 0,60  | 1     | ▼7        |
| Недействительные голоса                             |                                              | 85 694     | –     | –     |           |
| Всего                                               |                                              | 5 793 492  | 100   | 508   |           |
| Зарегистрировано избирателей/Явка                   |                                              | 10 239 326 | 56,58 |       | ▼3,83     |

1. ↑  Создана на базе Конституционной демократической партии
2. ↑  В ряде регионов выставила список отдельно от блока «Либералы, демократы и радикалы»